# Ordre du mérite de la Saskatchewan
L'Ordre du mérite de la Saskatchewan est la plus haute distinction remise par le gouvernement de la Saskatchewan, instauré en 1985 pour souligner l'excellence, les réalisations et les apports au bien-être économique, culturel et social de la province et de ses résidents.